# Neomochtherus atripes
Neomochtherus atripes är en tvåvingeart som beskrevs av H. Oldroyd 1958. Neomochtherus atripes ingår i släktet Neomochtherus och familjen rovflugor. Inga underarter finns listade i Catalogue of Life.